# (2115) Irakli
(2115) Irakli est un astéroïde de la ceinture principale découvert le 24 octobre 1976 à l'observatoire de La Silla par l'astronome américain R. M. West.
Il tire son nom du fils dudit découvreur, Irakli West.